# Aero L-159
O Aero L-159 ALCA (Advanced Light Combat Aircraft, ou em português "Aeronave Avançada Leve de Combate") é um avião militar de multi-função desenvolvido pelas forças armadas da República Tcheca.
Seu desenvolvimento aconteceu durante a década de 1990 e voou pela primeira vez no ano 2000. Entre 1997 e 2003, mais de 70 aviões deste tipo foram construídos.

## Utilizadores
- Chéquia - 19 aviões no serviço ativo[4]
- Iraque - 10 aviões[5]
- Estados Unidos (uso civil) - 28 aviões[6][7]